# Баццано
Баццано (італ. Bazzano) — колишній муніципалітет в Італії, у регіоні Емілія-Романья, метрополійне місто Болонья. З 1 січня 2014 року Баццано є частиною новоствореного муніципалітету Вальзамоджа.
Баццано розташоване на відстані близько 320 км на північ від Рима, 21 км на захід від Болоньї.
Населення — 6786 осіб (2012).
Щорічний фестиваль відбувається 26 грудня. Покровитель — святий Степан.

## Демографія
Населення за роками:

Станом на 31 грудня 2010 року в муніципалітеті офіційно проживало 1036 іноземців з 52 країн, серед них 189 громадян країн Євросоюзу та 13 громадян України.

## Сусідні муніципалітети
- Кастельфранко-Емілія
- Креспеллано
- Монтевельйо
- Сан-Чезаріо-суль-Панаро
- Савіньяно-суль-Панаро